# Adolph Franz Láng
Adolph Franz Láng ( 1795 - 1863 ) fue un farmacéutico, botánico, y pteridólogo húngaro.

## Algunas publicaciones
- 1820. Verzeichniss ungarischer wildwachsenden Pflanzen-doubletten... 8 pp.
- 1822. Enumeratio plantarum in Hungaria sponte nascentium quas in usum botanicorum legit Adolphus Franciscus Láng, pharmacie magister. 12 pp.
- 1824. Enumeratio plantarum in Hungaria sponte nascentium. 4 pp.

- La abreviatura «Láng» se emplea para indicar a Adolph Franz Láng como autoridad en la descripción y clasificación científica de los vegetales.[1]